# Jacques Deschamps (réalisateur)
Pour les articles homonymes, voir Deschamps et Jacques Deschamps.
Jacques Deschamps, né le 28 mai 1956 à Chêne-Arnoult, est un réalisateur et scénariste français.
Il a été nommé lors de la 11e cérémonie des César pour le César du meilleur court métrage de fiction.

## Biographie
Diplômé de l'IDHEC, il a réalisé une quinzaine de films documentaires surtout pour Arte, dont en particulier La Ville d’Hugo en 1987, Le Regard ébloui en 1988, Canova mutilé  en 1992, en 2005 Don Quichotte ou les mésaventures d’un homme en colère, avec Patrick Chesnais et Jean Benguigui, et La Victoire de Cézanne en 2006. Il a réalisé trois longs métrages: Méfie-toi de l'eau qui dort avec Maruschka Detmers et Robin Renucci (prix de la meilleure première œuvre et prix de la Jeunesse au Festival de Venise), La Fille de son père avec Natacha Régnier et François Berléand, et Dinle Neyden en 2008.
Il est le neveu de l'acteur Hubert Deschamps

## Filmographie

### Réalisateur
- 1985 : Juste avant le mariage (court métrage)
- 1996 : Méfie-toi de l'eau qui dort
- 2001 : La Fille de son père
- 2008 : Dinle Neyden
- 2013 : Romanès (documentaire)[2]
- 2015 : Tsunami
- 2019 : Les Petits maîtres du Grand Hôtel (documentaire)

### Scénariste
- 1996 : Méfie-toi de l'eau qui dort
- 2001 : La Fille de son père
- 2007 : La Disparue de Deauville de Sophie Marceau
- 2013 : Romanès
- 2015 : Tsunami

## Distinctions
- Nommé pour le César du meilleur court métrage de fiction pour Juste avant le mariage
- Prix artistique et Prix FIPRESCI du Festival de Thessalonique pour Méfie-toi de l'eau qui dort en 1996
- Le court métrage L'eau qui dort a été primé aux festivals de Clermont-Ferrand, Villeurbanne et Brest[3]